# Årsta gård
Årsta gård är en äldre herrgård och tidigare säteri med tillhörande omgivningar, belägen vid Svärdlångsvägen 16 vid Årstavikens södra sida i stadsdelen Årsta i Söderort inom Stockholms kommun (Brännkyrka socken). Gårdens historik går tillbaka till medeltiden. Därefter ägdes Årsta av bland andra Jakob De la Gardie, Hans Kröpelin, Gabriel Kristiernsson Oxenstierna och Märta Helena Reenstierna som blev känd under smeknamnet "Årstafrun". År 1905 såldes egendomen till Stockholms stad. 1958 startade Årsta särskola sin läkepedagogiska verksamhet i huvudbyggnaden. Det bevarade sädesmagasinet samt huvudbyggnaden är blåmärkta av Stadsmuseet i Stockholm vilket innebär att de har "synnerligen höga kulturhistoriska värden".

## Historia

### Äldre tid

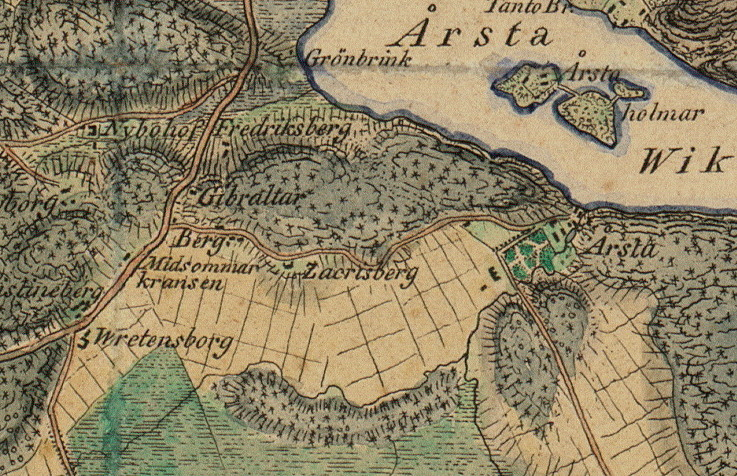
Årsta, Zachrisberg m.fl. år 1817.

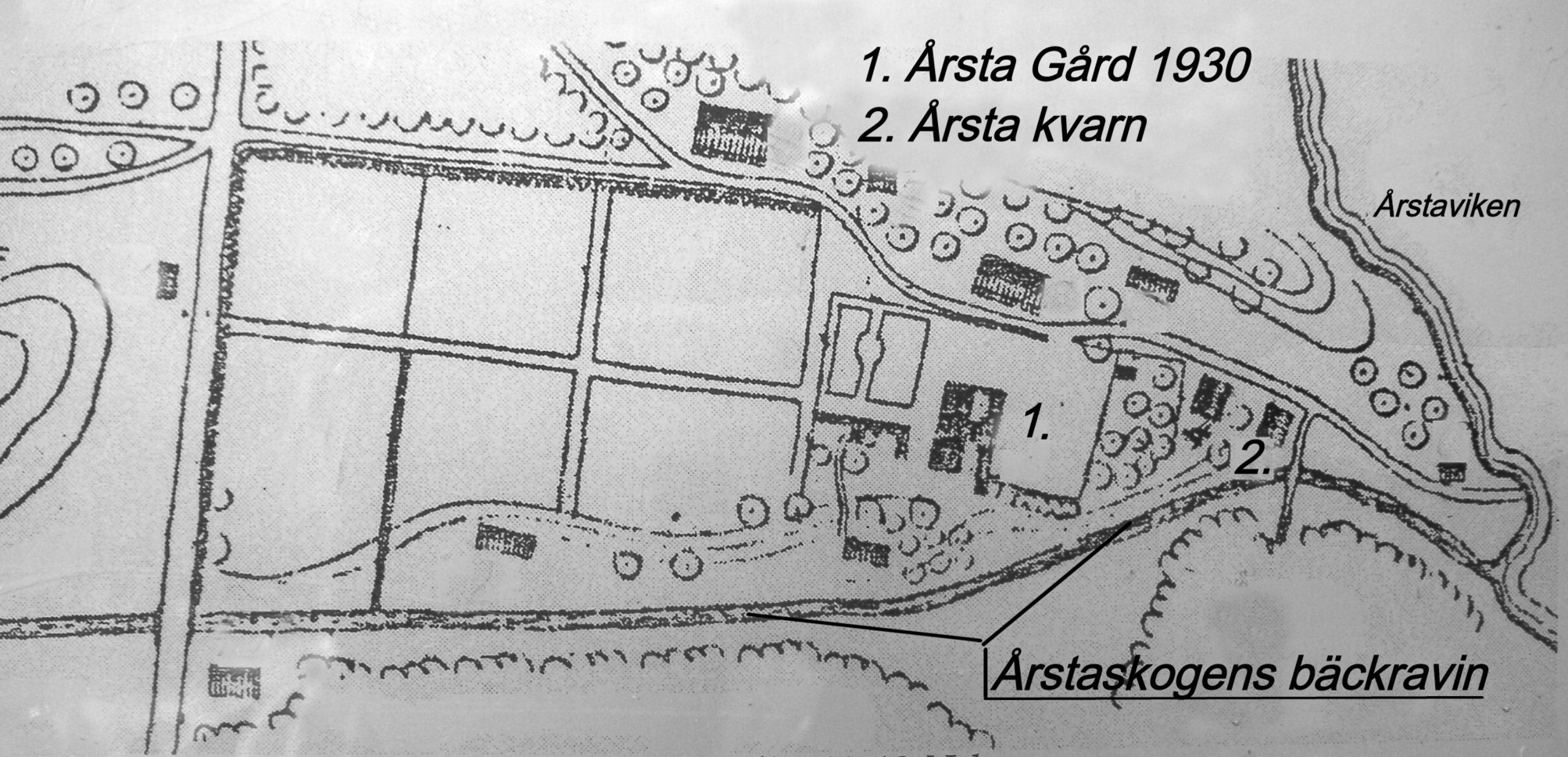
Årsta gård omkring 1930.

Årsta gård har förmodligen anor från förhistorisk tid, något som ett gravfält (Brännkyrka 17:1) från yngre järnålder nordost om gården tyder på. I gårdens närhet finns även ytterligare gravhögar och stensättningar.
Enligt traditionen ägde Birger jarl gården på 1200-talet. Inga belägg finns för detta, och enligt stockholmsskildraren Olle Rydberg är det snarare jarlen Birger Brosa som avses. Gården ägdes dock i början av 1300-talet av Birger jarls sonson, hertig Valdemar Magnusson. Den står omnämnd första gången 1344 bland Uppsala domkyrkas gods och var en av de gårdar som donerades till domkyrkan av hertig Valdemar. Årstaviken är omnämnd redan 1305 och kallades då Arusboawik. "Arusboar" är de som bor vid åmynningen (Arus eller Aros). Åmynningen syftar på Valla å som här rann ut i Årstaviken. Namnet Arus blev senare Aarsta (1443), Aresta (1495) och Årsta (1538).
På 1430-talet blev fogden Hans Kröpelin ägare till Årsta. Vid denna tid omfattade gården större delen av Brännkyrka socken, stora delar av Botkyrka och Salems socknar såväl som hela Södermalm. Genom att gifta sig med Kröpelins dotter blev Kristiern Bengtsson (Oxenstierna) d.ä. ägare till Årsta, och släkten Oxenstierna skulle därefter äga gården under 150 år. Bland släktmedlemmar som bodde på Årsta märks Gabriel Kristiernsson Oxenstierna.
På 1600-talet ägdes gården av fältmarskalken Jakob De la Gardie och dennes hustru, Ebba Brahe, och därefter av Göran Ulfsparre, varefter på 1670-talet godset reducerades, men kom snart därefter att återlösas. Det tillhörde därefter medlemmar av släkterna Posse, Ehrencrona, Cronhielm, Schönberg, De Geer och Reenstierna.
År 1765 avstyckades Hägersten från huvudgården, men även därefter kom Årsta att vara en av de största gårdarna i Brännkyrka socken, omfattande 379,97 hektar (1922).

### Årstafrun

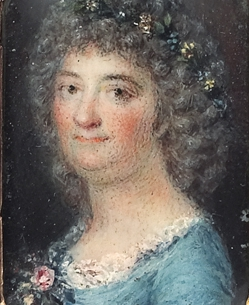
Märta Helena Reenstierna, "Årstafrun".

Den mest kända av Årstas alla ägare är den via prosan kända "Årstafrun", Märta Helena Reenstierna (1753–1841) som var gift med ryttmästaren Christian Henrik von Schnell (1733–1811). De dagböcker som hon skrev 1793–1839 (publicerade i urval som Årstadagboken 1–3, 1946–1953) har gett en god bild av herrgårdslivet under denna tid. Då var marken uppodlad där Storängsparken nu ligger och här fanns även smedja, kvarn, ladugård, stall och andra uthus.
Efter Märta Helena tog kammarherre A.A. Reenstierna över gården, och 1850 uppges hovjägmästare J. A. Reenstierna som ägare. Därefter följer namn som Wistrand, Sparre och Rappe.

### Stockholms stad tar över
År 1905 såldes egendomen till Stockholms stad av legationsrådet Fredrik Rappe, men jordbruk bedrevs ända fram till 1940-talet. De flesta ekonomibyggnaderna och torpen revs därefter för att lämna plats åt den moderna stadsdelen Årsta. Huvudbyggnaden används idag som vårdhem och särskola.

## Byggnader

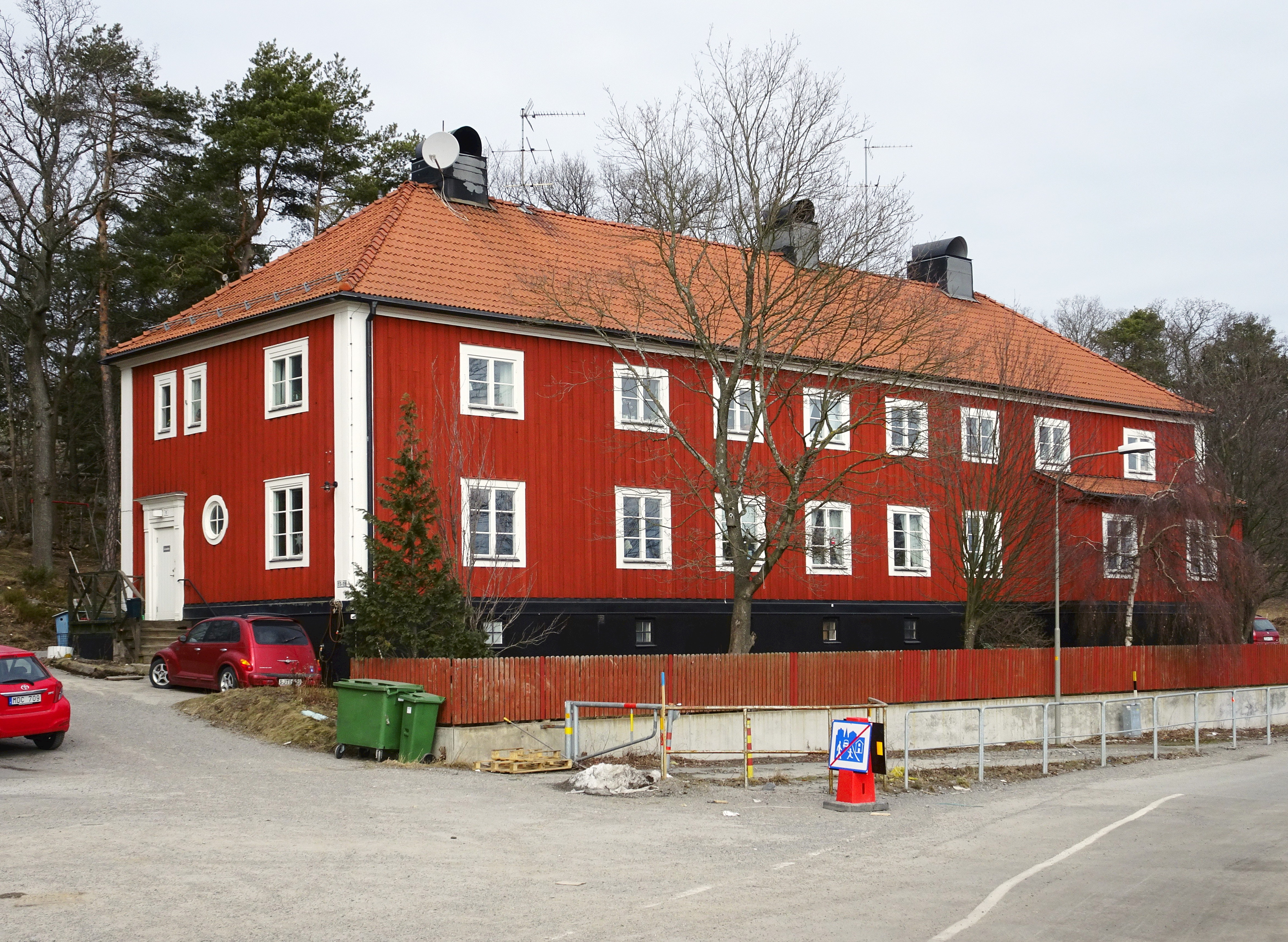
Årsta gårds arbetarlänga från 1905.

Den nuvarande mangårdsbyggnaden är ombyggd 1795, då frontespiserna tillkom, men grunden är betydligt äldre och troligen av medeltida ursprung. Byggnaden är ett reveterat stenhus, till skillnad från många andra svenska herrgårdar, som gömmer en timmerstomme under putsen. På bottenvåningen finns elva rum och kök, liksom på övervåningen. Till detta tillkommer en rymlig vindsvåning. En äldre mangårdsbyggnad av ektimmer, enligt uppgift hugget på Södermalm, ska ha bebotts av Birger jarl och revs 1815.
Den enda andra kvarvarande äldre byggnaden är ett sädesmagasin från slutet av 1700-talet eller början av 1800-talet. Tidigare låg ett mindre boningshus norr om gården, på en platå i bäckravinen, där också ruinerna efter Årsta gårds kvarn ligger. I ravinen fanns också ett bränneri. I sydväst låg statarlängan "Kaffesmällan" med fyra smålägenheter, i söder ladugård, logar, smedja och uthus. 
Flera torp låg under gården, bland andra Årstadal, Årstaberg, Sköntorp, Skogstorp, Dianelund, Gibraltar och Ängby. Efter 1850-talet var Zachrisberg arrendegård under Årsta.
Jordbruk bedrevs till början av 1940-talet. För lantarbetarna uppfördes 1905 en arbetarlänga i två våningar med tio bostäder. Den rödmålade längan finns fortfarande kvar vid Årstaskogs väg 15 på västra sidan om järnvägen. Byggnaden renoverades och moderniserades 1969 och innehåller idag fem lägenheter. Till längan hör även ett uthus, ursprungligen ett avträde med sex sittplatser. 

### Gårdens historiska byggnader i urval

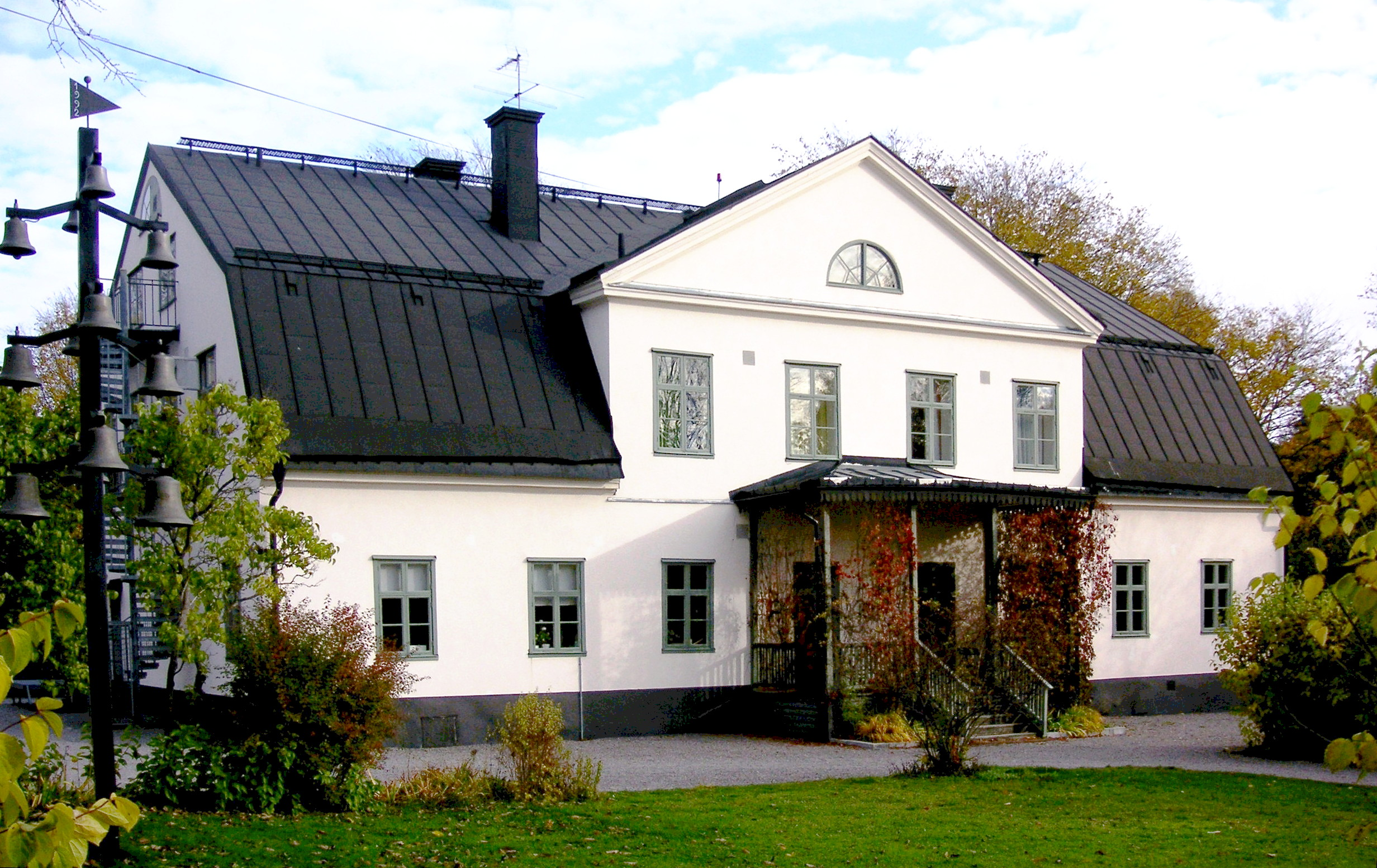
Huvudbyggnaden
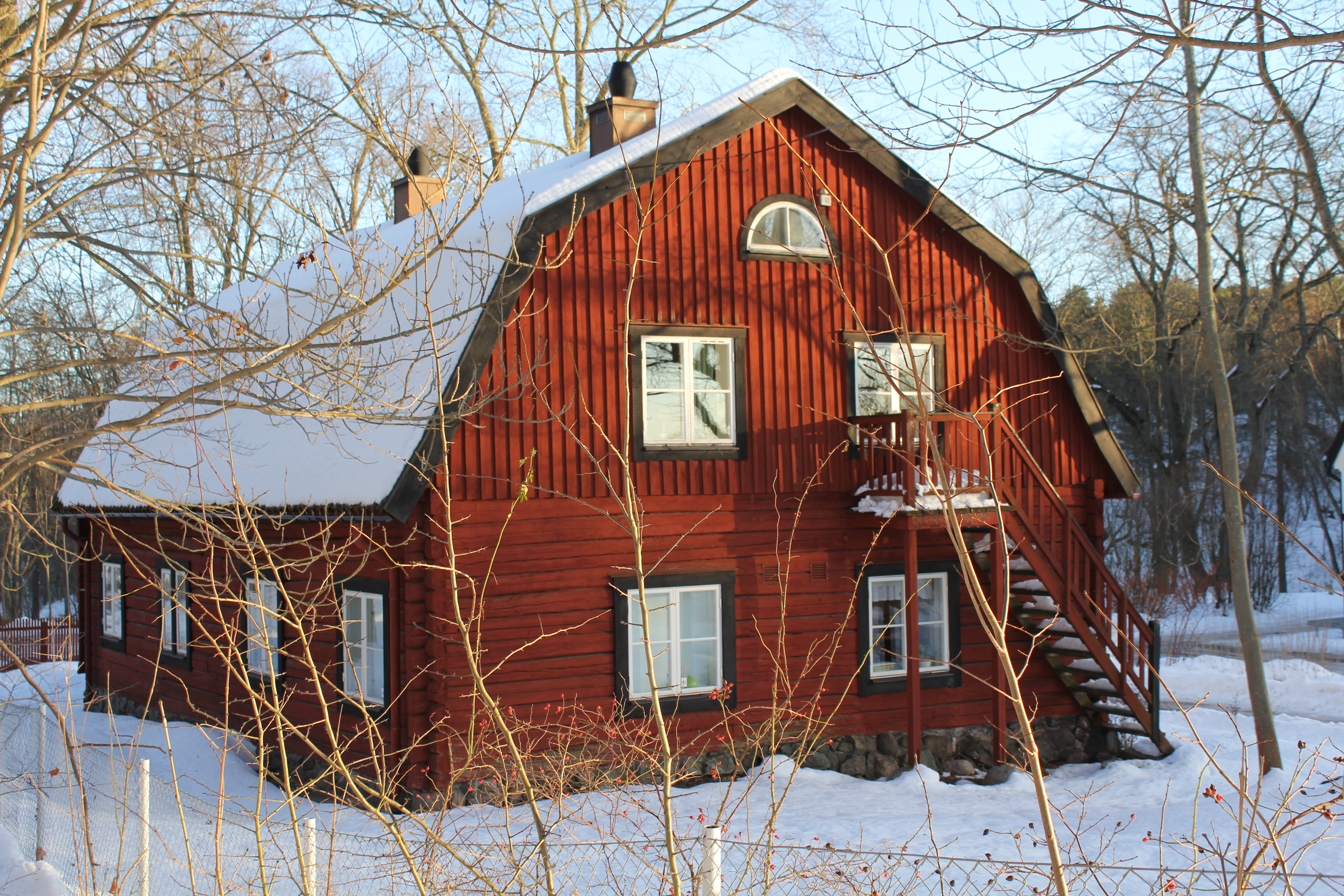
Gårdens gamla sädesmagasin
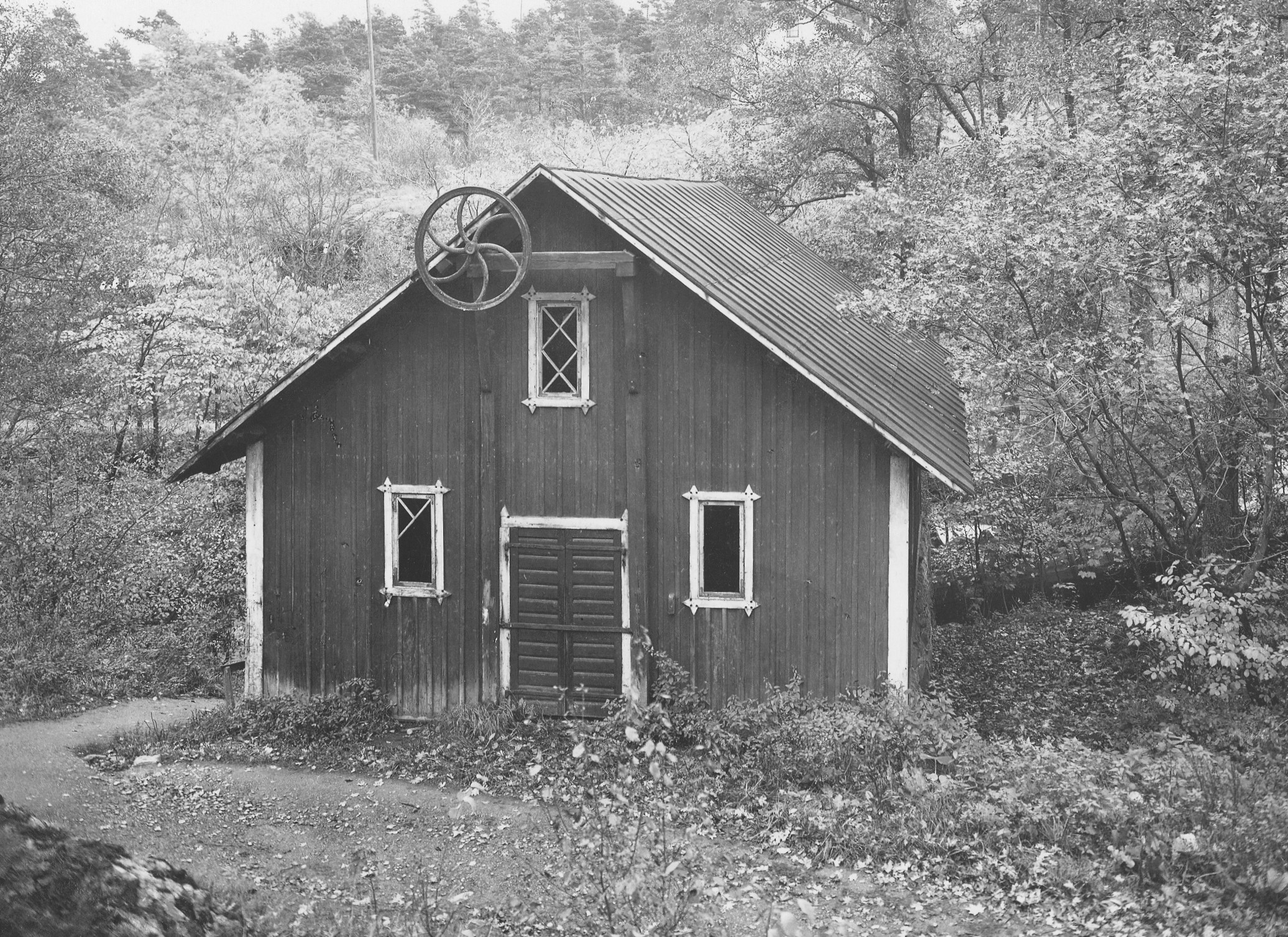
Årsta gårds vattenkvarn 1929 (riven)
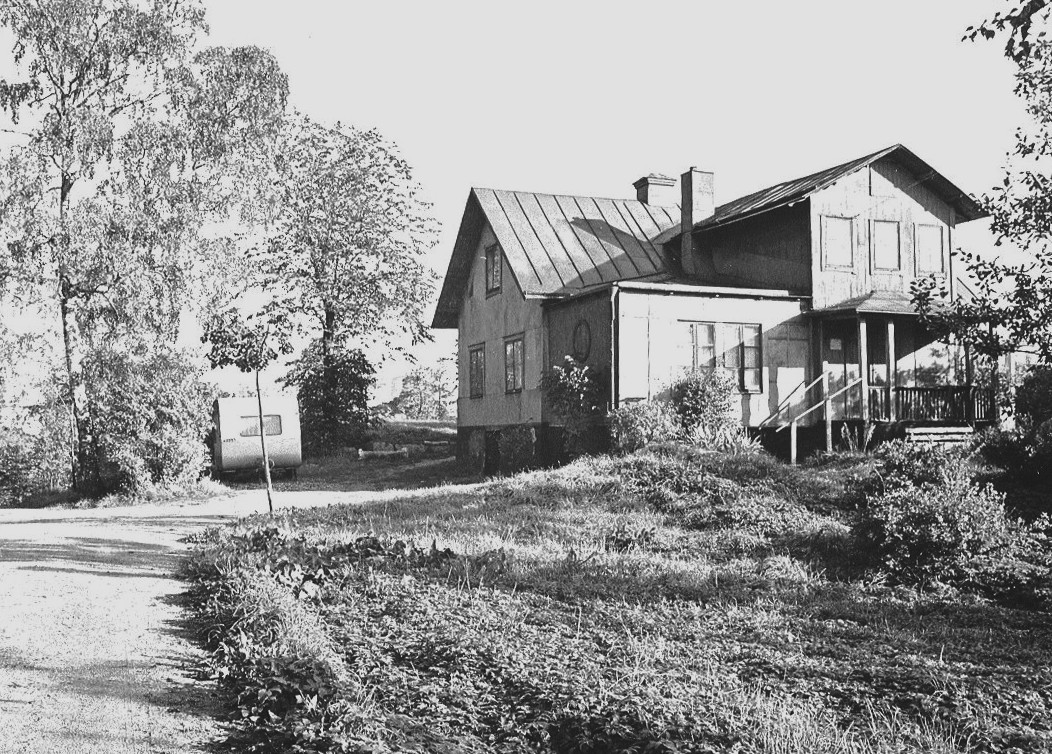
Sköntorp (brann ner 1996)
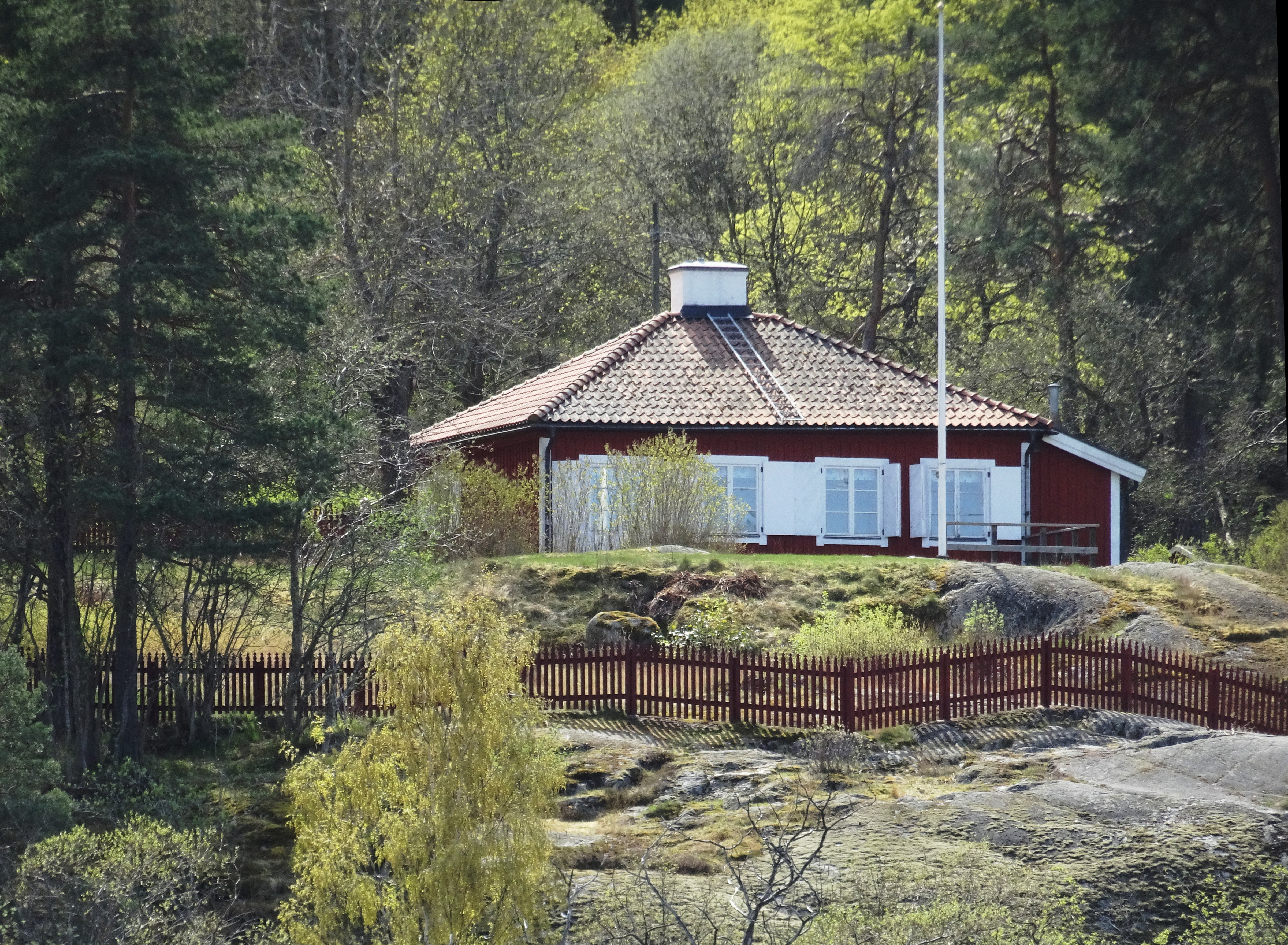
F.d. torpet Dianelund, vy från Årstaviken

## Årsta gård i dag

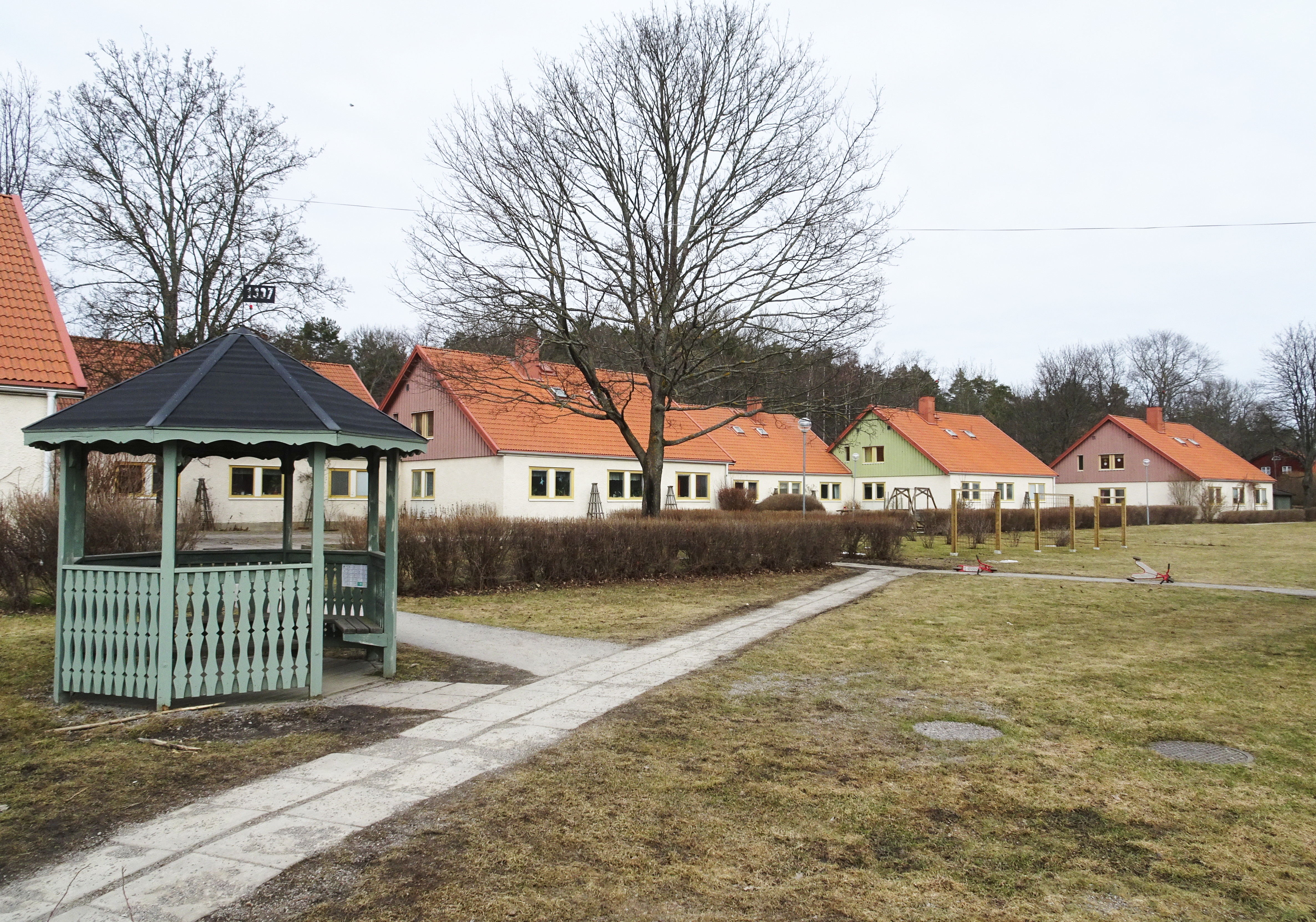
Bostäder för elever och personal vid Årsta särskola, byggda på 1960-talet.

År 1958 startade Årsta särskola, en läkepedagogisk verksamhet i blygsam skala. Mellan 1965 och 1968 bebyggdes Årstas tidigare trädgård med nio småhus innehållande bostäder för elever och personal vid Årsta särskola. Hus 3, 4 och 9 är fristående och hus 1-2, 5-6 och 7-8 är parhus. De parställda husen är förskjutna i sidled. Arkitekt var Carl-Ivar Ringmar, byggherre var Stockholms stads fastighetskontor, byggavdelning.
År 1970 tog Stockholms läns landsting över verksamheten och drev denna fram till 1993. 1994 skulle landstinget avyttra verksamheten. Medarbetarna beslutade då att bilda Stiftelsen Årsta Gård för att säkra verksamhetens drift. I oktober 2008 gick det cirka 35 elever på särskolan i huvudbyggnaden och 25 på Helenedal gymnasiesärskola som är beläget i Liljeholmen.

### Fotnoter
1. ↑  ”Kontakta oss – Årsta gård”. www.arstagard.se. http://www.arstagard.se/kontakt/. Läst 3 maj 2019.
2. ↑  Stadsmuseets kulturklassificering, interaktiv karta.
3. 1 2 3 4 5  ”Årsta gård”. Stockholmskällan. Arkiverad från originalet den 18 april 2013. https://archive.is/20130418163346/http://www.stockholmskallan.se/Soksida/Post/?nid=27030. Läst 18 februari 2013.
4. ↑  Se Riksantikvarieämbetets Fornsök Arkiverad 1 juli 2016 hämtat från the Wayback Machine., Brännkyrka 16–22.
5. 1 2 3 4  Rydberg, s. 10.
6. ↑  Blomberg & Wehlin-Fürst, s. 1.
7. ↑  Blomberg & Wehlin-Fürst, s. 2–3.
8. ↑  Rydberg, s. 11.
9. ↑  Blomberg & Wehlin-Fürst, s. 3.
10. 1 2 3 4  Årsta 1. i Nordisk familjebok (andra upplagan, 1922)
11. ↑  ”Märta Helena Reenstierna”. Nationalencyklopedin. http://www.ne.se/lang/märta-helena-reenstierna. Läst 18 februari 2013.
12. ↑  Rydberg, s. 12.
13. 1 2  anläggningspresentation
14. ↑  Stockholms stadsmuseum: Årstadal, arkeologisk rapport, 2000.
15. ↑  RAÄ:s bebyggelseregister: ÅRSTA 1:1 - husnr 7.
16. ↑  RAÄ:s bebyggelseregister: ÅRSTAFRUN 1.